# David Cassan
David Cassan (* 1989) ist ein französischer Organist.

## Leben
Cassan wurde in der Normandie geboren und studierte am Conservatoire de Caen und an den Conservatoires Nationaux Supérieurs de Musique in Paris und Lyon. Seine Lehrer waren u. a. Thierry Escaich, Pierre Pincemaille, Olivier Latry und Philippe Lefebvre. David Cassan unterrichtet das Fach Orgel am Conservatoire à rayonnement régional du Grand Nancy und Improvisation am Conservatoire à rayonnement régional de Saint-Maur-des-Fossés. Er ist gegenwärtig Titularorganist am Oratorium des Louvre und in St-Étienne-du-Mont.

## Preise und Auszeichnungen (Auswahl)
- 2013: Hubert-Beck-Preis (1. Preis) beim Internationalen Wettbewerb für Orgelimprovisation Schwäbisch Gmünd
- 2013: 2. Preis (geteilt mit Christoph Schönfelder, bei Nichtvergabe des 1. und 3. Preises) beim Internationalen Orgelimprovisationswettbewerb in Dudelange[3]
- 2014: Internationaler Orgelimprovisationswettbewerb Haarlem
- 2015: St Albans International Organ Festival: Tournemire Prize für Improvisation
- 2016: Grand Prix de Chartres: Prix du Public und Grand Prix d’Improvisation (geteilter Preis)[4]